# ギャングスター・ディサイプルズ
ギャングスター・ディサイプルズ（英文表記:Gangster Disciples）は、アメリカ合衆国イリノイ州シカゴに拠点を置くストリートギャング。六芒星をシンボルとし、黒色もしくは青色をシンボルカラーとしている。シカゴ最大のギャングとも言われ、2000年代には3万5千人ものメンバーを擁していた。
シカゴの二大ストリートギャング同盟の一つフォーク・ネーションに所属している。ロサンゼルス発祥のストリートギャングであるクリップスとは友好関係を結んでいる。
ストリートギャングとしては非常に珍しいピラミッド型の組織構造を有している。収監中のラリー・フーヴァーを議長(Chairman)として、ストリートを取り締まる幹部と刑務所を取り締まる幹部とで構成される理事会により組織全体の維持が執り行われている。各州支部は知事(Governor)と呼ばれる地域責任者が取り仕切り、州支部ごとに知事補佐、監督官、監督官補佐、調整官、摂政、主任執行者、治安責任者、会計といった役職が存在する。このようにストリートギャングでありながら、日本の暴力団に近い高度に階層化された組織となっている。

## 歴史

### 誕生
シカゴ南部の有力ギャング組織シュプリーム・ギャングスターズを率いていたラリー・フーヴァーが設立したギャングスター・ネーションとデヴィッド・バークスデール率いるブラック・ディサイプル・ネーションが1968年に合併する形でブラック・ギャングスター・ディサイプル・ネーション(英文表記:Black Gangster Disciple Nation)が結成される。

### 1970年代
シカゴ南部のハイド・パークやエングルウッドを中心にワシントン州など州外にまで大きく勢力を拡大するが、1970年代に入るとフーヴァーが組織の麻薬を盗んだとされる売人の殺害を命じた罪で逮捕され長期服役を余儀なくされる。更にバークスデールが死去すると、ジェロム・「ショーティー」・フリーマンが自身の派閥を率い内部抗争を開始、最終的にフリーマンとその派閥は組織を離脱しブラック・ディサイプルズ (英文表記:Black Disciples)を設立する。
収監中のフーヴァーを議長としてブラック・ギャングスター・ディサイプルズは新たにギャングスター・ディサイプルズとして存続して行く事になる。そして刑務所内のフーヴァーが収監中のシカゴの各組織の幹部に人種を越えた団結を提唱、これに賛同したブラック・ディサイプルズ、ラテン系のマニアック・ラテン・ディサイプルズ、スパニッシュ・コブラズ、インペリアル・ギャングスターズ、白人系のサイモン・シティー・ロイヤルズなどと共に1978年にギャング同盟フォーク・ネーションを設立する。後にシカゴ・アウトフィットの下部組織であるイタリア人ギャング組織C-ノーツも同盟に加入している。
しかし、この同盟に反発したヴァイス・ローズ、ブラック・P・ストーンズといった以前から抗争を繰り広げていた黒人ギャング組織を中心に、シカゴ最大のラテン系ギャング組織ラテンキングス、更には当時数千名の規模を誇りシカゴ最大の白人ギャングだったゲイローズといった組織が同盟を結びピープル・ネーションを設立する。この2つの同盟は多くの内紛を抱えながらも現在に至るまで存続している。

### 2000年代〜現在
指導者であるフーヴァーが収監中ながらも黒人ギャングの全盛期と言われた1980年代半ばから2000年頃にかけて組織のメンバー数は3万人に達し、最盛期を迎える事となる。テキサス州、フロリダ州、ミシシッピ州、テネシー州、メリーランド州、オハイオ州などおよそ25の州に勢力を伸ばし、同じくロサンゼルスより勢力を拡大してきたクリップスとは友好関係を結ぶ事になる。2010年代に入りその勢力にも陰りが見えるものの、現在もシカゴ最大級のギャングであり続けている。